# Verwaltungsgemeinschaft Grub am Forst
Die Verwaltungsgemeinschaft Grub am Forst liegt im Landkreis Coburg im Nordwesten des bayerischen Regierungsbezirks Oberfranken und besteht aus den folgenden Gemeinden:
1. Grub a.Forst, 2619 Einwohner, 11,97 km²
2. Niederfüllbach, 1411 Einwohner, 2,59 km²

Sitz der 1978 gegründeten Verwaltungsgemeinschaft ist Grub am Forst.